# ای هیمه

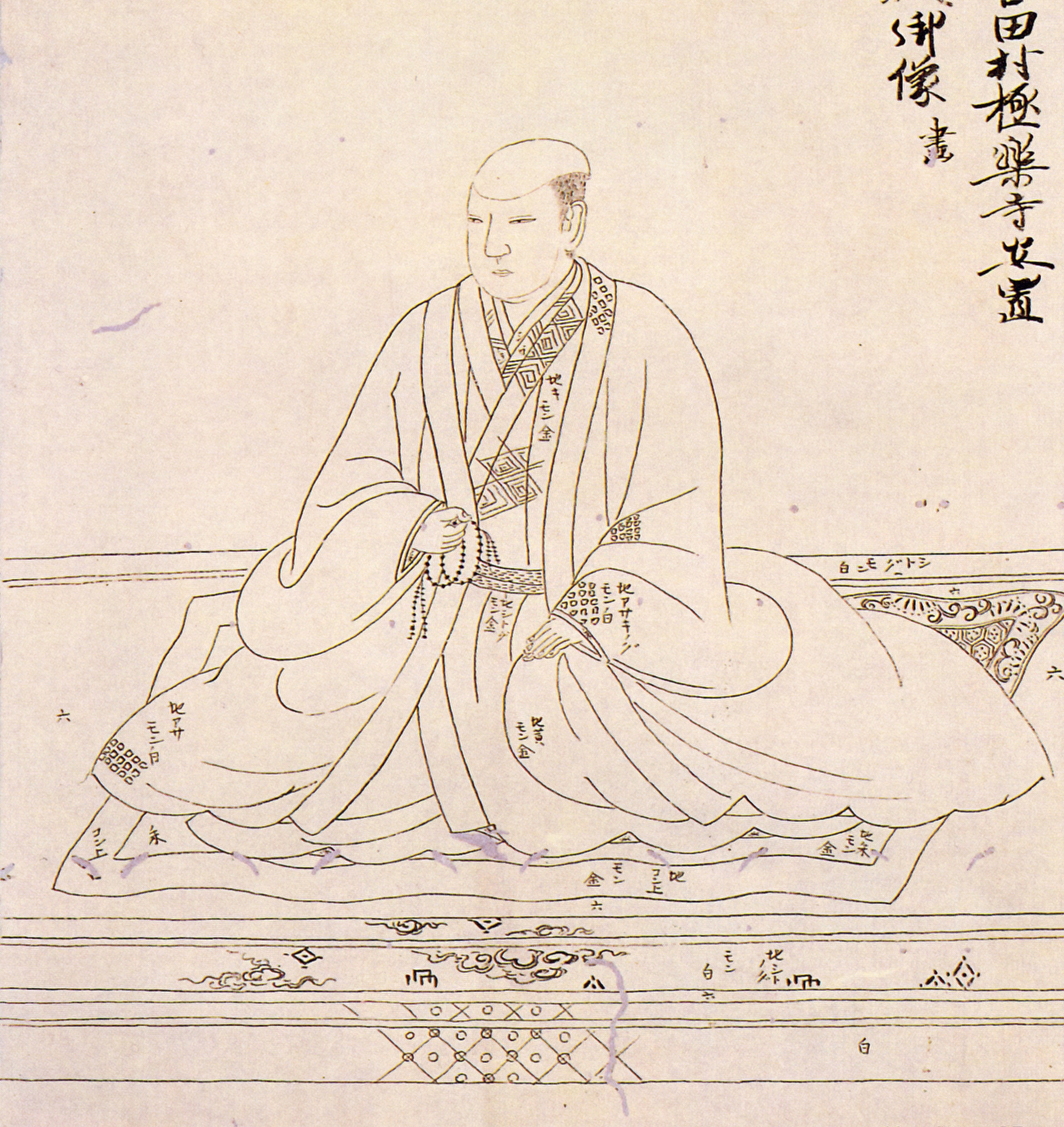
ای هیمه

ای هیمه (به ژاپنی: 栄姫 Ei-hime) (۱۶۳۵ – ۱۵۸۵) مادر او تاکه هیمه نام داشت و دختر هیساماتسو توشیکاتسو شوهر دوم مادر توکوگاوا ایه‌یاسو، اودای نو کاتا بود. بدین ترتیب تاکه هیمه ناخواهری ایه‌یاسو و ای هیمه خواهرزاده او حساب می‌شود. پدر او هوشینا ماسانائو نام داشت. ایه‌یاسو، بعدها ای هیمه را به فرزندی پذیرفت و در سال ۱۶۰۰ او را به ازدواج کورودا ناگاماسا درآورد.